# Fabio Panetta
Fabio Panetta (Roma, 1º agosto 1959) è un economista e banchiere italiano, già Direttore generale della Banca d'Italia e Presidente dell'Istituto per la vigilanza sulle assicurazioni (IVASS), membro del Comitato esecutivo della Banca Centrale Europea, dal 1º novembre 2023 è il Governatore della Banca d'Italia.

## Biografia
Nato a Roma nel 1959, dopo la laurea in Economia e Commercio alla Luiss Guido Carli nel 1982, ha conseguito il Master of Science in Monetary Economics presso la London School of Economics e poi un PhD in Economics and Finance alla London Business School.
Iniziò a lavorare nella Banca d'Italia nel 1985, sotto la governance di Carlo Azeglio Ciampi, nella sua divisione monetaria e finanziaria, di cui diventa il capo nel 1999.

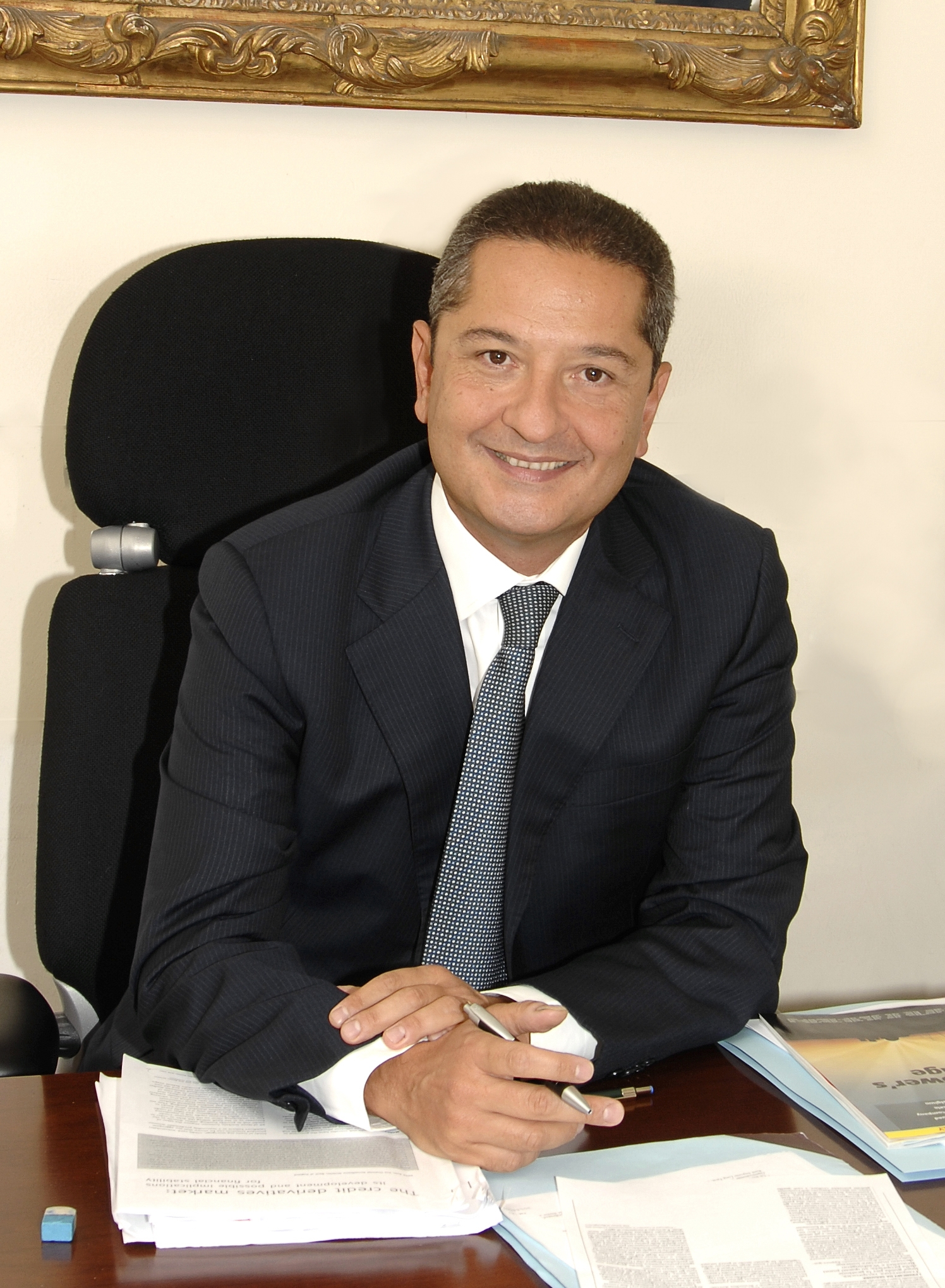
Fabio Panetta nel 2007.

Nel 2007 viene nominato capo del Servizio Studi di Congiuntura e Politica monetaria di Banca d'Italia, e nel 2011 direttore centrale per il coordinamento della partecipazione della Banca d'Italia all'Eurosistema, mentre è stato dal 2010 al 2012 direttore responsabile del Rapporto sulla stabilità finanziaria.
Dall'8 ottobre 2012 al 9 maggio 2019 è stato vice-direttore generale della Banca d'Italia. Ha svolto incarichi di rilievo e rappresentato la Banca d'Italia in numerose istituzioni europee e internazionali, tra cui l'OCSE, il FMI, il G10 la BCE e la BRI. Inoltre è membro del direttorio di Banca d'Italia e di quello dell'Istituto per la vigilanza sulle assicurazioni nonché membro del consiglio di amministrazione della Banca dei regolamenti internazionali e supplente del Governatore nel consiglio direttivo della BCE.
Il 10 maggio 2019 viene nominato direttore generale della Banca d'Italia e presidente dell'Istituto per la vigilanza sulle assicurazioni. È anche membro del Consiglio di vigilanza del Meccanismo di vigilanza unico europeo divenuto pienamente operativo dal 4 novembre 2014.
Il 1º gennaio 2020 diventa membro del comitato esecutivo della Banca Centrale Europea (BCE).
Durante la formazione del governo presieduto da Giorgia Meloni, Panetta è stato indicato come Ministro dell'economia e delle finanze, ma ciò non ha avuto seguito.
Il 27 giugno 2023 il Consiglio dei ministri, su proposta del Presidente del Consiglio Giorgia Meloni e con il parere favorevole all'unanimità del Consiglio superiore della Banca d'Italia, approva la designazione di Panetta come governatore della Banca d'Italia, che succede ad Ignazio Visco a partire dal 1º novembre.
A Panetta è stata conferita, il 23 aprile 2024, la laurea honoris causa in Scienze Giuridiche - Banca e Finanza dal Dipartimento di Giurisprudenza dell'Università degli Studi Roma Tre.
È autore di numerose ricerche in economia finanziaria e monetaria apparse su riviste scientifiche internazionali, quali The American Economic Review, European Economic Review, The Journal of Finance, Journal of Money, Credit and Banking, Journal of Banking and Finance, Economic Notes, Moneta e Credito, Giornale degli economisti. 
Panetta è sposato e ha tre figli: Giulia, Paolo e Edoardo.

## Controversie
Nel 2014 Massimo Carminati, intercettato nell'ambito dell'inchiesta Mafia Capitale, ha affermato di aver conosciuto Panetta in gioventù a causa di una comune militanza politica:
Panetta ha smentito, nei termini che seguono, sia di aver avuto contatti con Carminati in periodi successivi alla giovanile conoscenza sia di aver militato politicamente:
La “palestra” in Bankitalia
Nel 2025 il sindacato Falbi ha accusato Panetta di essersi fatto costruire una palestra privata all’interno di Bankitalia: la notizia non è stata smentita, ma ambienti della Banca hanno fatto filtrare che i macchinari sarebbero stati acquistati dallo stesso Panetta.

## Opere

### Libri
- Il sistema bancario italiano negli anni novanta: gli effetti di una trasformazione, (Il Mulino, 2004)
- Il sistema finanziario e il Mezzogiorno. Squilibri reali e divari finanziari (con L. Cannari, Cacucci, 2006)